# Медики Чикаго (7-й сезон)
Седьмой сезон американского телесериала «Медики Чикаго» премьера которого состоялась на канале NBC 22 сентября 2021 года, заключительная серия сезона вышла в эфир 25 мая 2022 года. Сезон состоит из двадцати двух серий.

## Сюжет
Сериал рассказывает о команде врачей, работающих в чикагской больнице. Каждый день им приходится работать в полном хаосе и разбираться с уникальными случаями.

## В ролях

### Основной состав
- Ник Гелфусс — доктор Уилл Холстед
- Брайан Ти — доктор Итан Чой
- Марлайн Баррет — старшая медсестра Мэгги Локвуд
- С.Эпата Меркерсон — Шарон Гудвин, глава больницы
- Оливер Платт — доктор Дэниэл Чарльз, глава отделения психиатрии
- Доминик Рэйнс — доктор Крокет Марсель
- Гай Локард - доктор Дилан Скотт
- Кристен Хагер - доктор Стиви Хаммер (1-14 эпизоды)
- Стивен Уэбер - доктор Дин Арчер
- Джесси Шрэм - доктор Ханна Ашер (с 16 эпизода)

### Второстепенный состав
- Райли Воулкел – Милена Йованович
- Майкл Харгров — Джо

## Эпизоды
| № общий | № в сезоне | Название                                                                                                  | Режиссёр           | Автор сценария               | Дата премьеры    | Зрители в США (млн) |
| --- | ---------- | --- | ------------------ | ---------------------------- | ---------------- | ------------------- |
| 120 | 1          | «Ты не всегда можешь доверять тому, что видишь» «You Can't Always Trust What You See»                     | Николь Рубио       | Эндрю Шнайдер & Дайан Фролов | 22 сентября 2021 | 6.81                |
| Холстед возвращается на свое прошлое место работы. Такое решение во многом вызвано его желанием помочь администратору медицинского центра. Гудвин намеревается провести скрытое расследование, чтобы получить ответы на некоторые свои вопросы. Тем временем два других медика заняты весьма интересным случаем. Два близнеца хотят стать ещё более похожими друг на друга. В идеале они рассчитывают на то, чтобы стать идентичными друг другу. Стив с товарищем занят лечением одного достаточно молодого пациента с редким диагнозом.                                  |            | |                    |                              |                  |                     |
| 121 | 2          | «Наклониться или отпустить» «To Lean In, or To Let Go»                                                    | Оз Скотт           | Сафура Фадави                | 29 сентября 2021 | 6.71                |
| Два сотрудника медицинской службы полностью расходятся во мнениях относительно того, какого курса лечения им стоит придерживаться, занимаясь восстановлением жертвы аварии. Этот человек разбился в результате падения с мотоцикла. Теперь ему необходима помощь, но вариантов лечения несколько. Два других доктора тем временем занимаются решением вопроса с переговорщиком, который страдает из-за подавленной травмы. Уилл вместе с товарищем пытается помочь старшекласснице, страдающей из-за болезни Андерсона. Её мать пытается повлиять на происходящее.        |            | |                    |                              |                  |                     |
| 122 | 3          | «Будьте тем изменением, которое вы хотите увидеть» «Be the Change You Want to See»                        | Майкелти Уильямсон | Меридит Фридман              | 6 октября 2021   | 7.02                |
| К сотрудникам больницы обращается за помощью человек, который желает получить некую выгоду от посещения этого учреждения. Уилл и его товарищ довольно быстро вычисляют, что волчанка у него находится в состоянии ремиссии. Это означает, что пациент, скорее всего, является симулянтом. Другой доктор сталкивается с весьма неуместными заигрываниями со стороны одного из доноров, достаток которого позволяет ему чувствовать себя уверенно. Ванесса вместе с товарищами пытается убедить молодую женщину согласиться на очень важную операцию.                       |            | |                    |                              |                  |                     |
| 123 | 4          | «Статус-кво, он же беспорядок, в котором мы находимся» «Status Quo, AKA The Mess We're in»                | Неизвестно         | Неизвестно                   | 13 октября 2021  | 6.94                |
| к Дилану приходит один из его давних пациентов. В настоящий момент основным диагнозом этого человека является шизофрения. Ему необходима помощь. Через некоторое время медик понимает, что ему необходимо проконсультироваться с одним из своих коллег. Чарльз соглашается помочь ему. Тем временем три других врача заняты исследованием одного из пациентов. У них есть определенные сомнения в законности поставленного ему диагноза. Холстед демонстрирует своим коллегам новую медицинскую технологию.                                                               |            | |                    |                              |                  |                     |
| 124 | 5          | «Перемены это тяжелая пилюля, которую трудно проглотить» «Change Is a Tough Pill to Swallow»              | Неизвестно         | Неизвестно                   | 20 октября 2021  | 6.77                |
| Дилан вместе с одним из своих коллег занят весьма непростым делом. Им необходимо помочь ряду пациентов, которые страдают из-за одного и того же синдрома. Причем каждому из этих людей ранее совершенно ошибочно поставили другой диагноз. Из-за данной ошибки они получали неправильное лечение. Другому герою приходится быть внимательным и учиться ориентироваться в подковерных играх больницы. Такая необходимость связана с тем, что он ухаживает за дочерью одного из хирургов. Уиллу приходится «переступить через себя», чтобы спасти пациента.                 |            | |                    |                              |                  |                     |
| 125 | 6          | «Когда ты молоток, все становится гвоздем» «When You're a Hammer Everything's a Nail»                     | Неизвестно         | Неизвестно                   | 27 октября 2021  | 6.80                |
| Кое-кому из врачей придется столкнуться с непростой ситуацией в своей профессиональной деятельности. Личная жизнь и работа этого персонажа сталкиваются друг с другом в тот момент, когда близкий к нему человек оказывается на больничной койке. Тем временем у другого медика возникает определенная проблема, связанна с тем фактом, что его персональная история мешает ему трезво и объективно оценивать врачебный случай, с которым ему предстоит работать. Ещё одному участнику событий придется пройти через испытание, в котором будет проверена его лояльность. |            | |                    |                              |                  |                     |
| 126 | 7          | «Квадратный колышек в круглой дыре» «A Square Peg in a Round Hole»                                        | Неизвестно         | Неизвестно                   | 3 ноября 2021    | 6.67                |
| 127 | 8          | «Как змея сбрасывает кожу» «Just as a Snake Sheds Its Skin»                                               | Неизвестно         | Неизвестно                   | 10 ноября 2021   | 6.46                |
| 128 | 9          | «У тайного Санты есть подарок для вас» «Secret Santa Has a Gift for You»                                  | Неизвестно         | Неизвестно                   | 8 декабря 2021   | 6.59                |
| 129 | 10         | «Ни одно доброе дело не останется безнаказанным ... в Чикаго» «No Good Deed Goes Unpunished...in Chicago» | Неизвестно         | Неизвестно                   | 5 января 2022    | 6.94                |
| 130 | 11         | «Вещи, которые, как мы думали, мы оставили» «The Things We Thought We Left Behind»                        | Неизвестно         | Неизвестно                   | 12 января 2022   | 7.33                |
| 131 | 12         | «То, чего вы не знаете, не может причинить вам вреда» «What You Don't Know Can't Hurt You»                | Неизвестно         | Неизвестно                   | 19 января 2022   | 7.45                |
| 132 | 13         | «Реальность оставляет многое для воображения» «Reality Leaves a Lot to the Imagination»                   | Неизвестно         | Неизвестно                   | 23 февраля 2022  | 7.13                |
| 133 | 14         | «Все, что могло бы быть» «All the Things That Could Have Been»                                            | Неизвестно         | Неизвестно                   | 2 марта 2022     | 7.05                |
| 134 | 15         | «Вещи должны быть согнуты, а не сломаны» «Things Meant to Be Bent Not Broken»                             | Неизвестно         | Неизвестно                   | 9 марта 2022     | 7.05                |
| 135 | 16         | «Пусть ваш выбор отражает надежду, а не страх» «May Your Choices Reflect Hope, Not Fear»                  | Неизвестно         | Неизвестно                   | 16 марта 2022    | 6.35                |
| 136 | 17         | «Если вы любите кого-то, освободите их» «If You Love Someone, Set Them Free»                              | Неизвестно         | Неизвестно                   | 6 апреля 2022    | 6.61                |
| 137 | 18         | «Не судите и не судимы будете» «Judge Not, For You Will Be Judged»                                        | Неизвестно         | Неизвестно                   | 13 апреля 2022   | 6.86                |
| 138 | 19         | «Как феникс, восстающий из пепла» «Like a Phoenix Rising from the Ashes»                                  | Неизвестно         | Неизвестно                   | 20 апреля 2022   | 6.66                |
| 139 | 20         | «Конец дня, все может случиться» «End of the Day, Anything Can Happen»                                    | Неизвестно         | Неизвестно                   | 11 мая 2022      | 6.37                |
| 140 | 21         | «Ложь не защитит вас от правды» «Lying Doesn't Protect You from the Truth»                                | Неизвестно         | Неизвестно                   | 18 мая 2022      | 6.24                |
| 141 | 22         | «И теперь мы подошли к концу» «And Now We Come to the End»                                                | Неизвестно         | Неизвестно                   | 25 мая 2022      | 6.43                |

## Производство

### Разработка
О продление на седьмой сезон стало известно 27 февраля 2020 года. Премьера сезона состоялась 22 сентября 2021 года.

### Съемки
Съемочный процесс сезона стартовал на территории Чикаго 20 июля 2021 года.